# Université de Vic
L'université de Vic - Université centrale de Catalogne (UVic-UCC), est l'université de Vic, en Catalogne, centre d'enseignement supérieur et de recherche. 

## Présentation
L'UVic-UCC est membre du Réseau universitaire Vives des universités catalanes.

## Histoire
L'emblème de l'Université de Vic est le A de Charlemagne, ornement carolingien en or symbolisant les principes d'apprentissage de Charlemagne. La devise Scientiae patriaeque impendere vitam, est un verset de Lucain qui signifie « Consacrer la vie au service de la science et de la communauté ».

## Personnalités
- Anna Comet (1983-), sportive catalane